# Sairecabur
Sairecabur je komplex neaktivních stratovulkánů (Sairecábur – 5971 m n. m., Cerro Colorado – 5 748 m n. m., Cerro Curiquinca – 5722 m n. m. a Escalante – 5819 m n. m.). Svůj název dostal po nejvyšším a nejmladším stratovulkánu, který se nachází na hranicích Chile s Bolívií. Komplex je tvořen převážně andezit-dacitovými horninami. Nejvyšší štít – Sairecábur se nachází na severním okraji starší kaldery s průměrem 4,5 km. Na jeho vrcholu se nacházejí nejmladší, postglaciální produkty vulkanické aktivity. Escalante, nacházející se na opačném konci komplexu, je starší stratovulkán, ostatní vulkanická centra také vykazují známky aktivity v holocénu.